# Сент-Север-сюр-Эндр (кантон)
Сент-Севе́р-сюр-Эндр (фр. Sainte-Sévère-sur-Indre) — кантон во Франции, находится в регионе Центр, департамент Эндр. Входит в состав округа Ла-Шатр.
Код INSEE кантона — 3620. Всего в кантон Сент-Север-сюр-Эндр входят 10 коммун, из них главной коммуной является Сент-Север-сюр-Эндр.

## Коммуны кантона
| Коммуна             | Население, чел | Почтовый индекс | Код INSEE |
| ------------------- | -------------- | --------------- | --------- |
| Вигулан             | 132            | 36160           | 36238     |
| Вижон               | 312            | 36160           | 36240     |
| Линьероль           | 111            | 36160           | 36095     |
| Перассе             | 397            | 36160           | 36156     |
| Пулиньи-Нотр-Дам    | 629            | 36160           | 36163     |
| Пулиньи-Сен-Мартен  | 248            | 36160           | 36164     |
| Сазере              | 326            | 36160           | 36214     |
| Сент-Север-сюр-Эндр | 865            | 36160           | 36208     |
| Фезин               | 201            | 36160           | 36073     |
| Юрсье               | 268            | 36160           | 36227     |

## Население
Население кантона на 2007 год составляло 3 489 человек.
| 1962  | 1968  | 1975  | 1982  | 1990  | 1999  | 2006  | 2007  |
| ----- | ----- | ----- | ----- | ----- | ----- | ----- | ----- |
| 4 724 | 5 209 | 4 629 | 4 160 | 3 716 | 3 538 | 3 510 | 3 489 |